# Thudufushi
Thudufushi (đôi khi được đánh vần là Thundufushi), trước đây là một trong những hòn đảo không có người ở, thuộc Alif Dhaal Atoll, Maldives. Hiện nay nơi này đã được phát triển thành một khu nghỉ dưỡng 5 sao 70 phòng có tên là Diamonds Thudufushi Beach and Water Villas vào năm 1990. Nó được quản lý bởi Tập đoàn Planhotel Hospitality. Một số điểm lặn tốt nhất ở Maldives nằm ở Ari Atoll.

## Tên gọi
Trong tiếng Divehi, "Thudufushi" có nghĩa là "Đảo điểm".

## Địa lý
Đảo được bao quanh bởi một đầm phá và bãi biển cát trắng trải dài, và được bao bọc bởi một rặng san hô, đây là khu nghỉ mát duy nhất trên đảo. Nó có kích thước khoảng 240 nhân 194 mét (787 ft × 636 ft) – 11 hécta (27 mẫu Anh). Dịch vụ đưa đón khách đến đây là bằng thủy phi cơ từ Sân bay Quốc tế Male, kéo dài 25 phút.

## Rạn san hô
Sự gia tăng nhiệt độ do La Niña gây ra khiến rạn san hô bị ảnh hưởng nhưng đang bắt đầu phục hồi.

## Ảnh

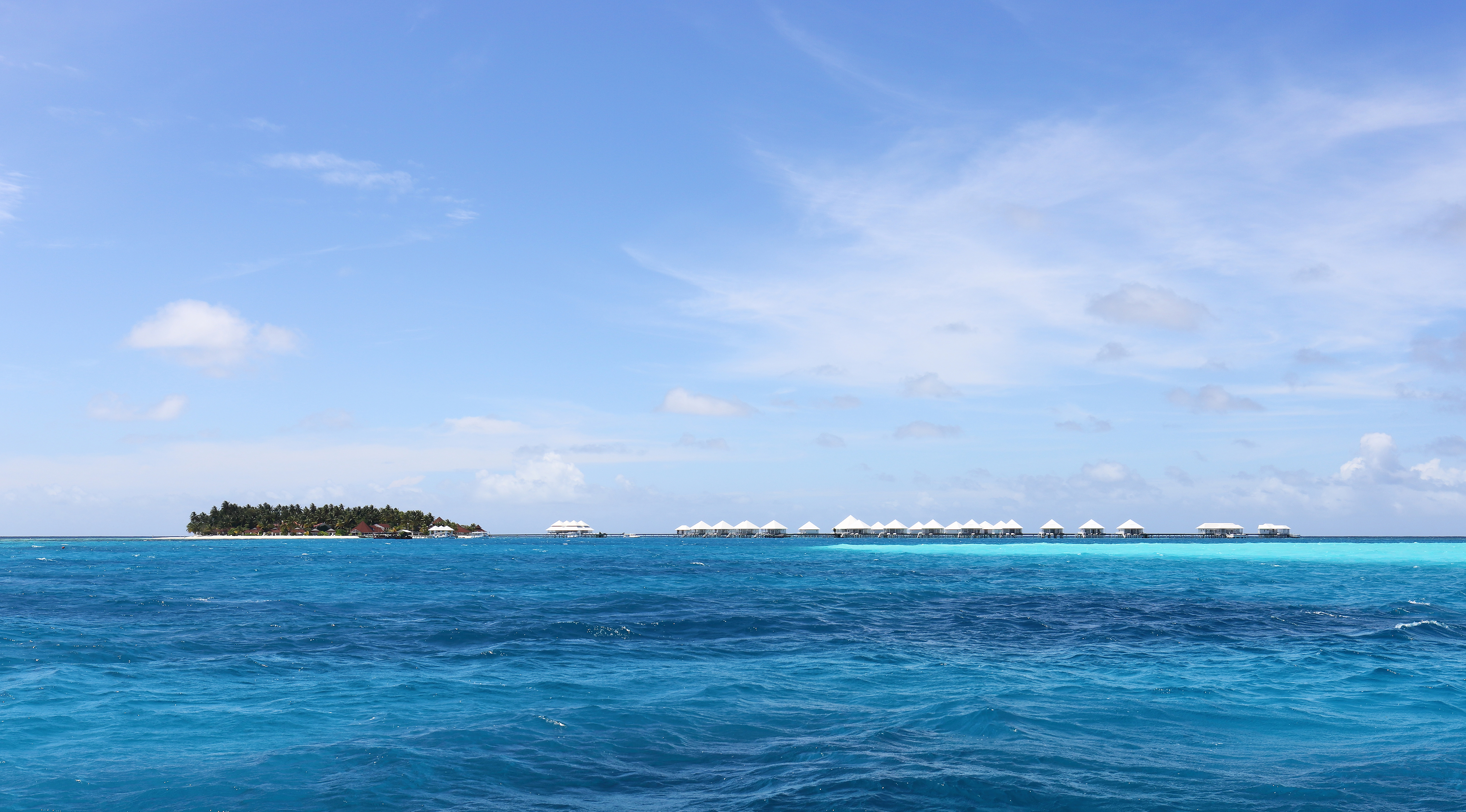
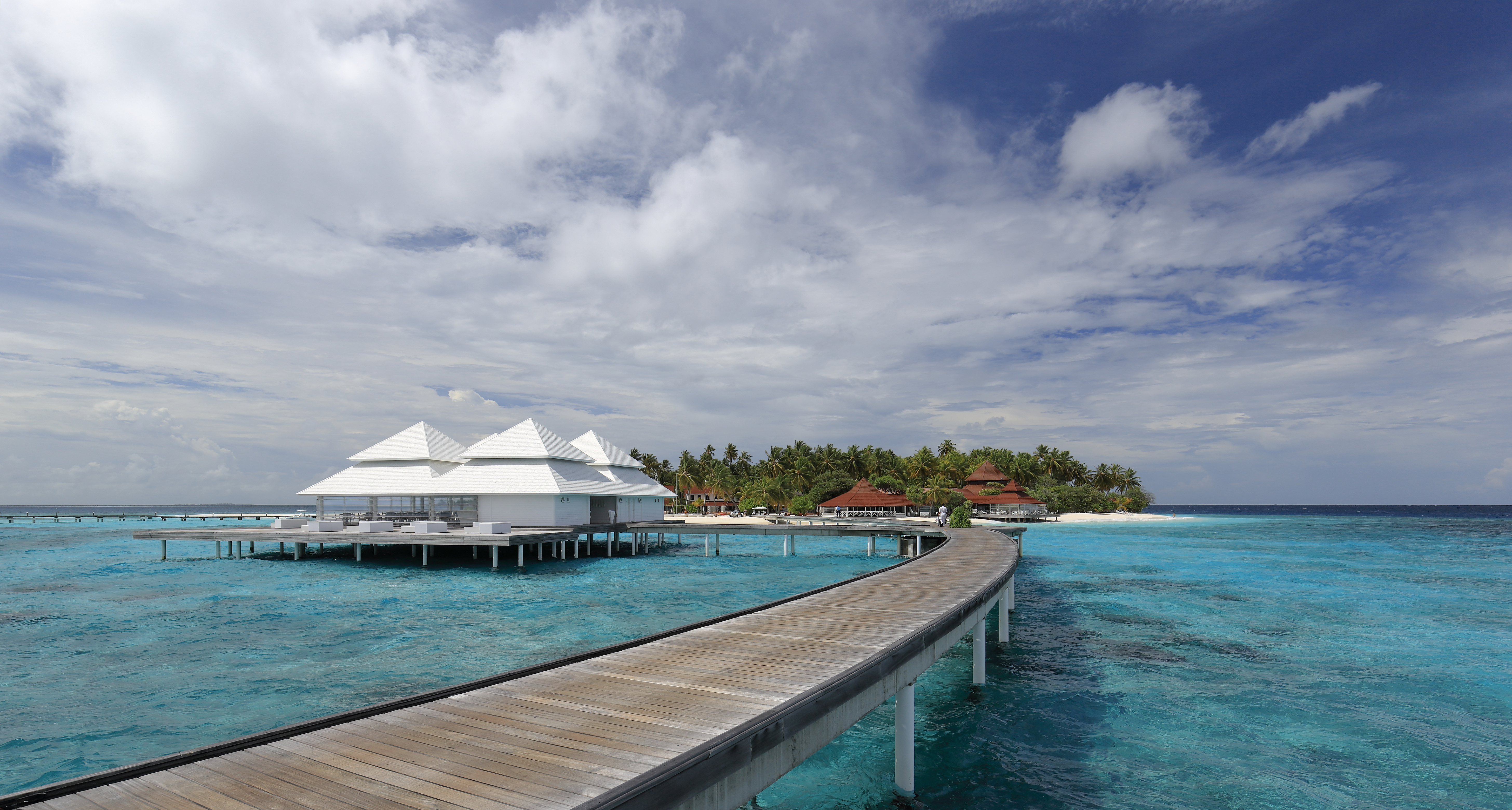
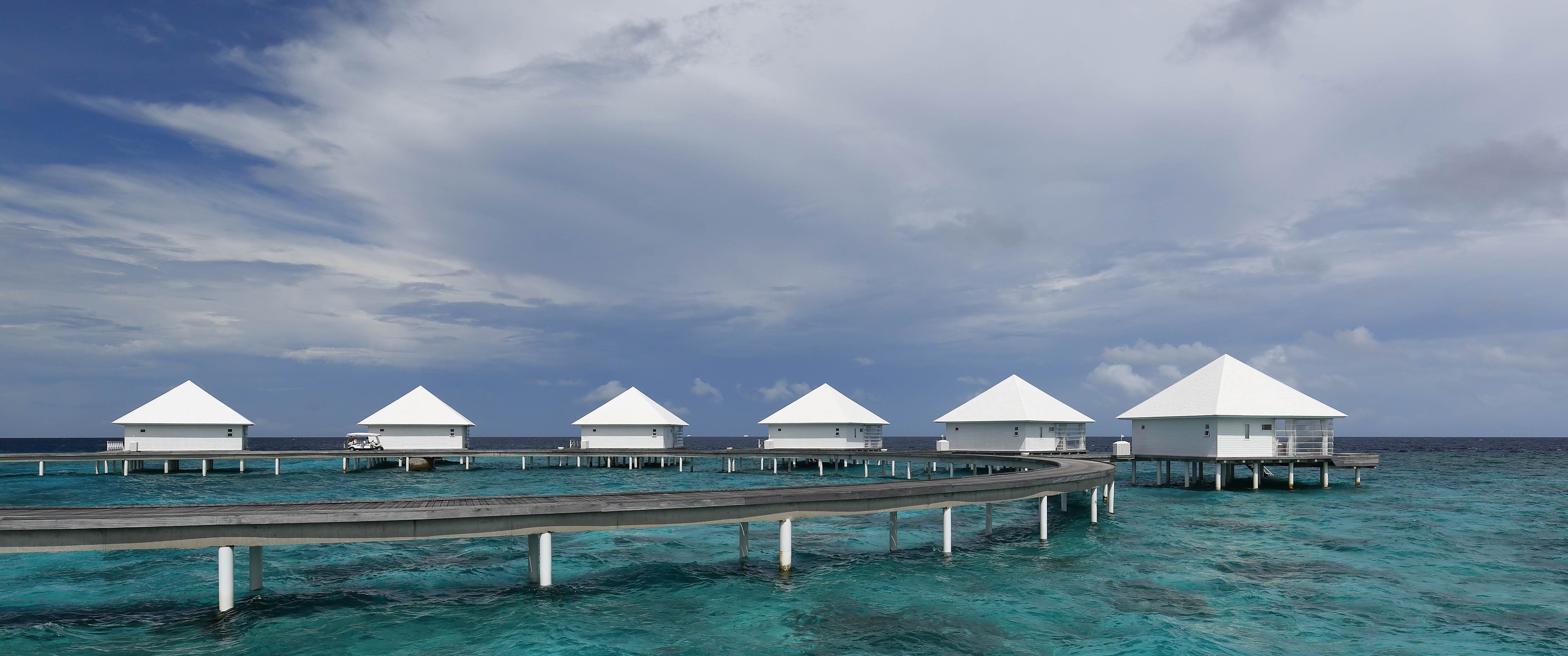
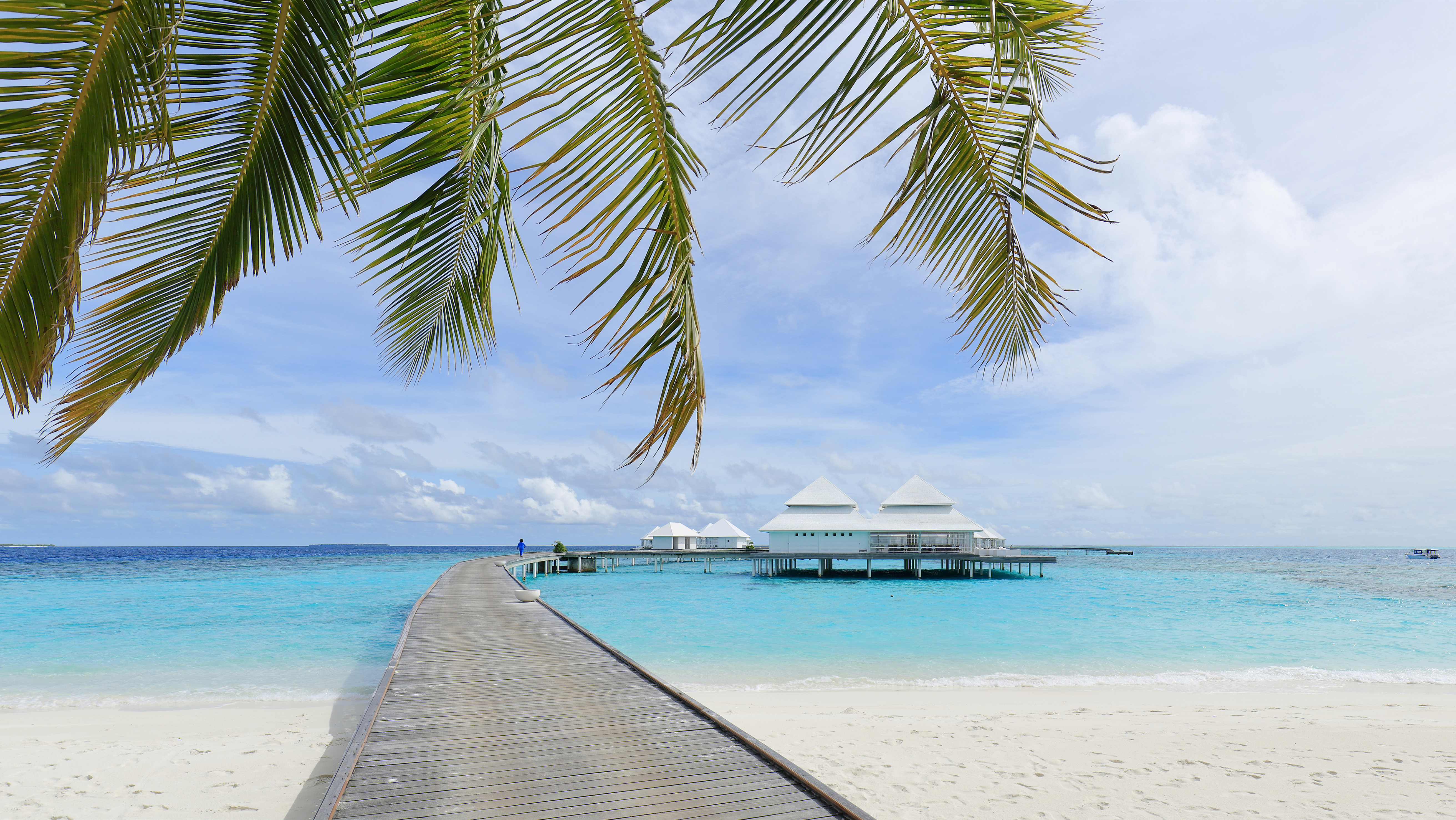
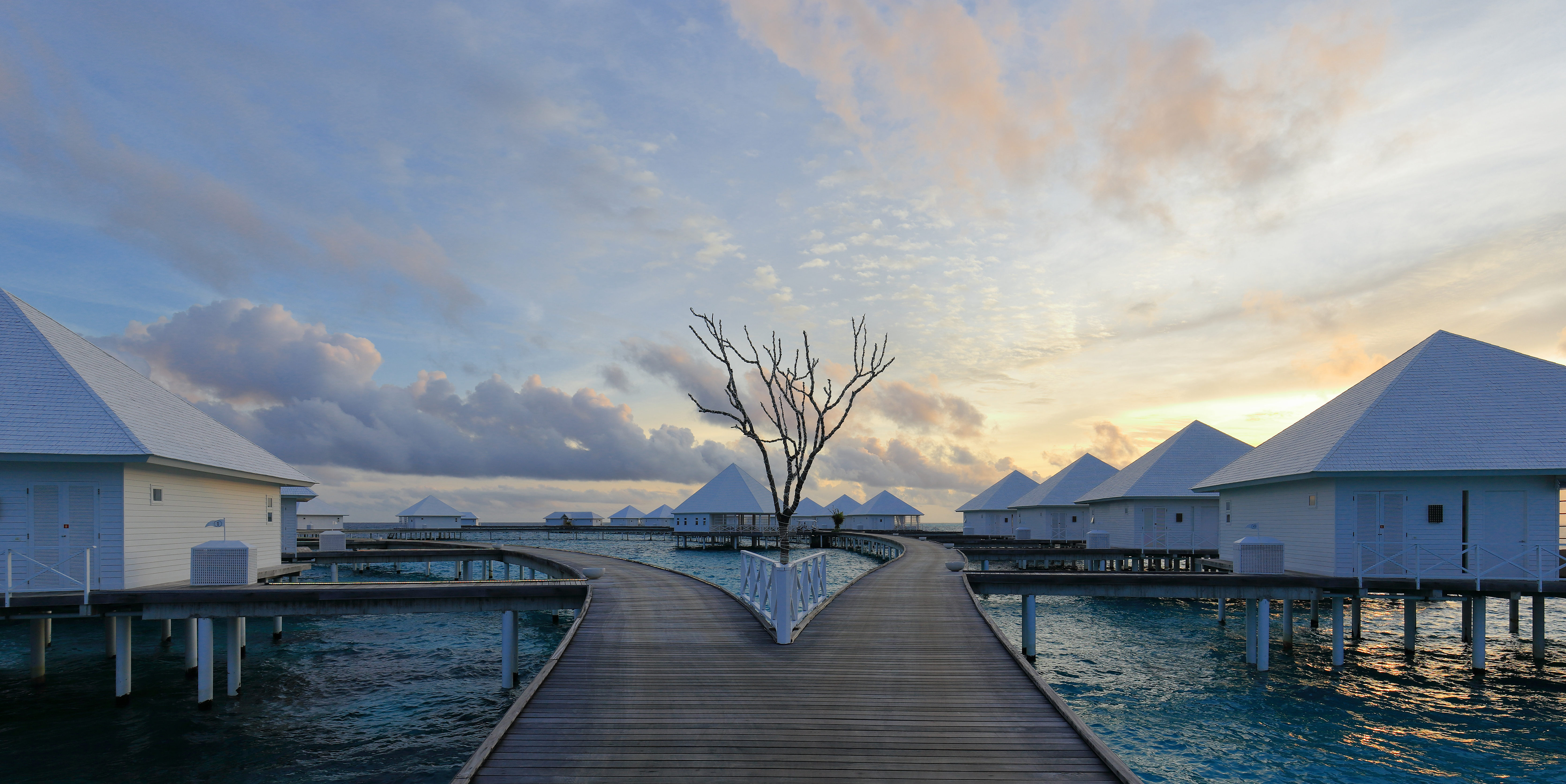